# Сухоставець
Сухоста́вець — село в Україні, у Прилуцькому районі Чернігівської області. Населення становить 60 осіб. Входить до складу Сухополов'янської сільської громади.

## Історія
Хутір входив до 1781 року до Переволочанської сотні Прилуцького полку, а потім до Прилуцького повіту Чернігівського намісництва.
У 1862 році на хуторі володарському Сухоста́вець був 1 двір, де жило 6 осіб.
У 1911 році на хуторі Сухоста́вець жило 137 осіб.
До 2019 року орган місцевого самоврядування — Канівщинська сільська рада.

## Населення

### Мова
Розподіл населення за рідною мовою за даними перепису 2001 року:
| Мова       | Кількість | Відсоток |
| ---------- | --------- | -------- |
| українська | 59        | 98.33%   |
| російська  | 1         | 1.67%    |
| Усього     | 60        | 100%     |